# Pachyagrotis ankarensis
Pachyagrotis ankarensis är en fjärilsart som beskrevs av Hans Rebel 1933. Pachyagrotis ankarensis ingår i släktet Pachyagrotis och familjen nattflyn. Inga underarter finns listade i Catalogue of Life.